# E mi pareva strano/Franco, Ciccio e il pappagallo
E mi pareva strano/Franco, Ciccio e il pappagallo è un singolo di Franco e Ciccio, pubblicato nel 1981 dalla Fonit.
Il disco, in formato 45 giri, presenta sulla facciata A il brano musicale che faceva da sigla finale del programma televisivo Drim.

## Tracce
- Lato A
  - E mi pareva strano
- Lato B
  - Franco, Ciccio e il pappagallo